# Abudefduf troschelii

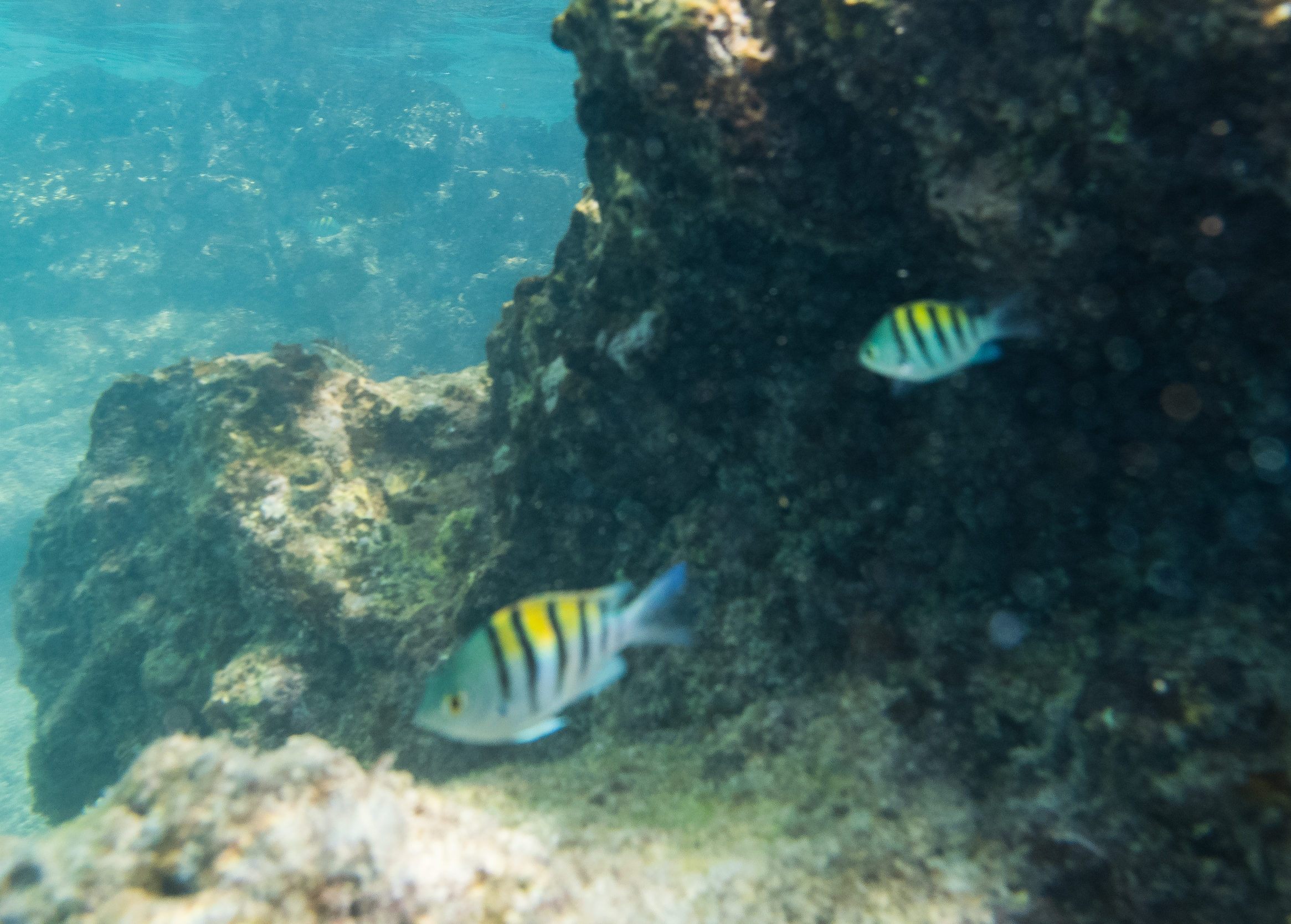
Ejemplares en islas Galápagos.

Abudefduf troschelii es una especie de peces de la familia Pomacentridae en el orden de los Perciformes.

## Morfología
Los machos pueden llegar alcanzar los 20 cm de longitud total.

## Hábitat
Es un pez marino.

## Distribución geográfica
Se encuentra desde el golfo de California y la península de Baja California (México) hasta el norte del Perú e islas Galápagos.   